# Antonio Carlos Beirão Paulino
Pour les articles homonymes, voir Paulino.
 (mai 2013).
Si vous disposez d'ouvrages ou d'articles de référence ou si vous connaissez des sites web de qualité traitant du thème abordé ici, merci de compléter l'article en donnant les références utiles à sa vérifiabilité et en les liant à la section « Notes et références ».
Antonio Carlos Beirão Paulino dit « o catana » (Le tueur, la machette), né au XXe siècle, est un mafieux portugais membre du cartel de Sinaloa, un cartel international de stupéfiants dirigé par Enrique Reynosa, nommé d'après l'État de Sinaloa, sur la côte Pacifique du Mexique.

## Biographie
Antonio Paulino vient d'une commune rurale et montagneuse[Laquelle ?] du Portugal d'où proviennent un grand nombre de criminels[réf. nécessaire]. Selon le FBI, il débuta très jeune comme trafiquant d'armes. 
Il aurait commencé par faire de la contrebande dans son quartier, puis à trafiquer du cannabis.
Sa sœur se maria à l'un des associés au sein du Cartel de Sinaloa dans les années 1980. Associé à Luciano Reynosa Pérez, parrain du Cartel de Sinaloa, Antonio eut très tôt un pied dans l'organisation en tant que garde du corps d'El Padrino. Il devint ainsi son homme de main et commença le trafic d'arme et les exécutions à grande échelle pour le compte du Cartel. Il serait actionnaire dans une multitude de banques transnationales.
À la mort de Luciano Reynosa Pérez en novembre 2008, Enrique Reynosa reprit le Cartel et fit d'Antonio Carlos Beirão Paulino son homme de main et le dirigeant du Cartel de Sinaloa au Portugal. Il est chargé de la sécurité du cartel.
Certains le qualifient de « frère » d'Enrique Reynosa, tant la ressemblance entre les deux hommes serait frappante. Selon la DEA, Antonio serait le parrain d'un des enfants d'Enrique.
Il est soupçonné d'avoir tué le frère de Vicente Carrillo Fuentes (en), José Luis 'El Jaguar' Carranza Galván ainsi que plusieurs membres de la DEA et d'autres cartels rivaux.